# South China Morning Post
South China Morning Post (viết tắt: SCMP; giản thể: 南华早报; phồn thể: 南華早報; Hán-Việt: Nam Hoa Tảo báo; bính âm: Nánhuá Zǎobào; Việt bính: naam4 waa4 zou2 bou3, còn được dịch là Báo Hoa Nam Buổi sáng) là một nhật báo tiếng Anh xuất bản tại Hồng Kông, trước ngày 05/4/2016 thuộc quyền sở hữu của SCMP Group. Lượng lưu hành hàng ngày của báo vào khoảng 105.000 bản.
Từ ngày 5 tháng 4 năm 2016, tập đoàn SCMP, bao gồm cả South China Morning Post thuộc sở hữu của tập đoàn Alibaba.
Báo NYT cho là báo SCMP được Alibaba giao cho nhiệm vụ mới: cải thiện hình ảnh Trung Quốc ở nước ngoài và chiến đấu chống lại những gì mà họ coi là thiên vị chống Trung Quốc trong các phương tiện truyền thông nước ngoài.

## Lịch sử

### Báo khổ rộng
Công ty South China Morning Post Ltd được Tạ Toản Thái (謝纘泰) và Alfred Cunningham thành lập vào năm 1903. Ấn bản đầu tiên của báo được xuất bản ngày 6 tháng 11 cùng năm. Tên tiếng Trung của báo từ ngày thành lập cho đến năm 1913 là Nam Thanh Tảo báo (南清早報). Năm 1913, báo đổi tên tiếng Trung thành Nam Hoa Tảo báo và giữ đến ngày nay. Ấn bản ra ngày Chủ Nhật có tên tiếng Trung là Tinh Kỳ Nhật Nam Hoa Tảo báo (星期日南華早報).
Tháng 11 năm 1971, cổ phiếu công ty SCMP lên sàn chứng khoán Hồng Kông.

### Định dạng
Báo giấy SCMP được in khổ rộng, gồm các mục: Main, City, Sport, Business, Classifieds, Property (thứ Tư), Racing (thứ Tư), Technology (thứ Ba), Education (thứ Bảy), tạp chí Style (thứ Sáu đầu tiên của mỗi tháng). Ấn bản dành cho Chủ Nhật gồm các mục: Main, Review, Tạp chí, Racing, "At Your Service", mục lục dịch vụ và "Young Post" (dành cho độc giả trẻ tuổi).
Ngày 26 tháng 3 năm 2007, SCMP cải tiến lớn về cách trình bày và font chữ. Năm 2011, báo này lại tái thiết kế kiểu chữ, chọn Farnham và Amplitude cho tiêu đề, Utopia cho nội dung và Freight cho tên đề mục.

### Bản trực tuyến
SCMP có bản trực tuyến ra mắt vào tháng 12 năm 1996 tại địa chỉ scmp.com, tuy nhiên đây là dịch vụ phải trả tiền để dùng. Dịch vụ cũng cho phép tìm kiếm bài báo cũ (từ 1993) trong văn khố. Ngày 30 tháng 5 năm 2007, scmp.com thay đổi hình thức và tăng thêm nội dung đa phương tiện. Độc giả có thể đọc miễn phí phần tiêu đề và giới thiệu nội dung nhưng cần trả tiền đăng ký để đọc nội dung chi tiết. Tại đây cũng có sẵn các hình ảnh và bài viết cũ để mua nếu có nhu cầu.
Ngày 16 tháng 7 năm 2007, scmp.com lần đầu ra mắt chiến dịch lan truyền marketing video (viral video) nhắm đến đối tượng độc giả toàn cầu và nêu bật các tính năng đa phương tiện mới của website.
Hiện nay, SCMP cho độc giả đọc miễn phí khi đăng ký "The South China Morning Post iPad edition" để đọc trên máy tính bảng iPad của Apple.